# Open GDF SUEZ des Contamines-Montjoie 2012
L'Open GDF Suez des Contamines-Montjoie 2012 è stato un torneo di tennis facente parte della categoria ITF Women's Circuit nell'ambito dell'ITF Women's Circuit 2012. Il torneo si è giocato a Les Contamines-Montjoie in Francia dal 16 luglio al 22 luglio 2012 su campi in cemento e aveva un montepremi di $25,000.

## Vincitori

### Singolare
Séverine Beltrame ha battuto in finale  Tereza Mrdeža con il punteggio di 6–2, 6–2

### Doppio
Conny Perrin /  Maša Zec-Peškiric hanno battuto in finale  Timea Bacsinszky /  Estelle Guisard con il punteggio di 2–6, 6–4, [10–5]